# Мурло
Мурло (итал. Murlo) је насеље у Италији у округу Сијена, региону Тоскана.
Према процени из 2011. у насељу је живело 29 становника. Насеље се налази на надморској висини од 313 м.

## Становништво
Према резултатима пописа становништва 2011. у општини је живело 2.388 становника.
| 1931. | 1936. | 1951. | 1961. | 1971. | 1981. | 1991. | 2001. | 2011. |
| ----- | ----- | ----- | ----- | ----- | ----- | ----- | ----- | ----- |
| 3.456 | 3.418 | 3.469 | 2.523 | 1.890 | 1.784 | 1.793 | 1.932 | 2.388 |

## Партнерски градови
- Жибервил